# Andrea Giani
Andrea Giani (* 22. April 1970 in Neapel) ist ein ehemaliger italienischer Volleyballspieler und heutiger Volleyballtrainer.

## Karriere als Spieler
Andrea Giani begann seine Karriere 1982 bei Pallavolo Sabaudia. Von 1985 bis 2007 spielte der Mittelblocker, der auch universell einsetzbar war, 22 Jahre in der „Serie A1“ bei den Spitzenvereinen Pallavolo Parma und Pallavolo Modena. In dieser Zeit wurde er fünfmal italienischer Meister, fünfmal italienischer Pokalsieger, zweimal Champions-League-Sieger, dreimal Europapokalsieger der Pokalsieger, dreimal CEV-Pokalsieger sowie einmal Klubweltmeister.
Andrea Giani spielte von 1988 bis 2005 474 mal für die Nationalmannschaft und ist damit italienischer Rekordnationalspieler. Er nahm an fünf olympischen Turnieren teil und gewann mehrmals Welt- und Europameisterschaften sowie Weltliga und Weltpokal.
2008 wurde Andrea Giani in die „Volleyball Hall of Fame“ aufgenommen.

## Karriere als Trainer
Seit 2008 ist Giani Trainer. Zunächst war er bei den italienischen Vereinen Pallavolo Modena, M. Roma Volley und Volley Blu Verona tätig. Als Trainer der slowenischen Nationalmannschaft gewann er 2015 die Europaliga sowie die Silbermedaille bei der Europameisterschaft. Von 2017 bis 2022 war Giani Trainer der deutschen Männer-Nationalmannschaft. Parallel dazu trainierte er bis 2019 den italienischen Erstligisten Powervolley Mailand und danach den Ligakonkurrenten Volley Modena. Seit 2022 ist Giani Trainer der französischen Männer-Nationalmannschaft.

## Verdienstorden
- 2000  Ritter des Verdienstordens der Italienischen Republik
- 2004  Offizier des Verdienstordens der Italienischen Republik